# Ugly Is Beautiful
Ugly Is Beautiful è il primo album in studio del cantante statunitense Oliver Tree, pubblicato nel 2020.

## Tracce

### Ugly is Beautiful
1. Me, Myself & I – 2:53
2. 1993 (feat. Little Ricky ZR3) – 2:39
3. Cash Machine – 2:56
4. Let Me Down – 1:51
5. Miracle Man – 2:05
6. Bury Me Alive – 2:44
7. Alien Boy – 2:44
8. Joke's on You! – 3:11
9. Again & Again – 2:54
10. Waste My Time – 3:27
11. Jerk – 2:15
12. Hurt – 2:25
13. Introspective – 2:16
14. I'm Gone – 3:05

Ugly is Beautiful: Shorter, Thicker & Uglier
Testi e musiche di Oliver Tree.
1. Life Goes On – 3:27
2. Every Type of Friend – 3:14
3. Out of Ordinary – 3:01
4. Summer's Delight (SOS) – 2:49
5. When You're Around – 2:13
6. All in All – 2:17
7. Lies Came Out My Mouth – 2:31